# ButterFly (微笑组合单曲)
"Butterfly"是一首由瑞典泡泡糖舞曲团体微笑组合演唱的歌曲，该歌曲来自他们1998年的专辑"Smile"。它是由罗伯特·乌尔曼和罗宾·雷克斯创作和发行的。
这首歌被收录在科乐美的音乐游戏"劲舞革命"的第一个版本后，在瑞典以外的地区广受欢迎。为了纪念这首歌的流行，这首歌被重新混音到2008年的"劲舞革命X"中，用于庆祝该系列已发行10周年。
2000年，《ButterFly》由孙悦翻唱为中文版《大家一起来》。在2010年代，这首歌作为中国制造的玩具手机流行歌曲也成为了。
2009年，这首歌由维罗妮卡和马林重新录制。该版本于2009年5月13日作为单曲发行，并被命名为"'Butterfly'09 (联合部队航空特辑)”。
南非的回答乐队在"劲舞革命X"中听过这首歌之后，在他们的热门单曲"Enter the Ninja"中融合了这首歌的元素。

## 歌曲MV
歌曲MV中，微笑组合从一艘橙色蝴蝶形状的飞船上着陆，并执行寻找两个武士的任务。找到武士后，女孩们把他们带到了船上。

## 官方混音
1. 水蟒混音- 4:21
2. 中国电力混音- 1:48
3. 延迟无线电混音- 3:40
4. 延迟混音- 5:48
5. 延长混音- 4:21
6. Hyper-K混音- 3:23
7. KCP功夫混音- 1:34
8. Pan-Ace电台混音- 3:00
9. 浪漫混音- 2:56
10. S3RL混音- 4:50
11. 联合部队航空特辑- 3:07
12. 上升混音- 5:25